# Rolf Kirsch
Rolf Kirsch (* 27. Juni 1944) ist ein ehemaliger deutscher Fußballspieler. Er spielte auf der Position des Torhüters und war nach seiner Karriere interimsweise als Fußballtrainer tätig.
Kirsch spielte zunächst für den FC Schalke 04, den VfR 07 Limburg, den SC Opel Rüsselsheim und den FC Bayern Hof, ehe er 1973 zum SSV Reutlingen 05 wechselte. Der SSV war zu diesem Zeitpunkt in die 1. Amateurliga Schwarzwald-Bodensee abgestiegen. In der Saison 1973/74 nahm Kirsch als Württembergischer Amateurmeister mit den Reutlingern an der Endrunde um die Deutsche Amateurmeisterschaft 1974 teil und wurde dort mit dem SSV Deutscher Amateurmeister. In der folgenden Amateurligasaison wurde Rolf Kirsch in der 1. Amateurliga Schwarzwald-Bodensee mit dem SSV Reutlingen Meister und erreichte daher die Aufstiegsrunde zur 2. Bundesliga. Mit 5 Siegen in 6 Gruppenspielen machte Kirsch dort mit seiner Mannschaft den Aufstieg perfekt. Kirsch stand in der Zweitligasaison 1975/76 in 13 Profispielen im Tor des SSV Reutlingen. In den restlichen Reutlinger Saisonspielen wurden Kirschs Konkurrenten Joachim Grüninger und Dieter Gust mit der Aufgabe des Torhüters betraut. Am Ende dieser Spielzeit stieg er mit dem SSV in die 1. Amateurliga ab.
Nachdem Ende September 1986 der Reutlinger Cheftrainer Lothar Emmerich zurückgetreten war, übernahm Rolf Kirsch in der Saison 1986/87 bis zur Einstellung von Lorenz-Günther Köstner für einen Monat als Interimstrainer die erste Mannschaft des SSV Reutlingen 05 in der Oberliga Baden-Württemberg. Danach war er als Schiedsrichter tätig.